# Maubourguet
 Maubourguet  es una comuna y población de Francia, en la región de Mediodía-Pirineos, departamento de Altos Pirineos, en el distrito de Tarbes. Es la cabecera y mayor población del cantón de su nombre.
Está integrada en la Communauté de communes du Val d'Adour, de la que es la mayor población.

## Demografía
Su población en el censo de 1999 era de 2.412 habitantes.
| 2,053 | 2,139 | 2,350 | 2,479 | 2,583 | 2,573 | 2,472 | 2,412 |
| Para los censos de 1962 a 1999 la población legal corresponde a la población sin duplicidades (Fuente: INSEE [Consultar]) |       |       |       |       |       |       |       |